# Bularros
Bularros är en kommun i Spanien.   Den ligger i provinsen Provincia de Ávila och regionen Kastilien och Leon, i den centrala delen av landet, 100 km väster om huvudstaden Madrid. Arean är 32 kvadratkilometer.
Terrängen i Bularros är huvudsakligen platt, men västerut är den kuperad.